# Красная книга Республики Алтай
Красная книга Республики Алтай — официальный документ, содержащий свод сведений о состоянии, распространении и специальных мерах охраны редких и находящихся под угрозой исчезновения видов (подвидов, популяций) диких животных и дикорастущих растений и грибов, обитающих (произрастающих) на территории Республики Алтай.

## Категории
- 0 (Ex) — вероятно, исчезнувшие
- 1 (E) — находящиеся под угрозой исчезновения
- 2 (V) — уязвимые
- 3 (R) — редкие

## Список видов

### Растения и грибы
- Aconitum biflorum — Борец двухцветковый (3)
- Aconitum decipiens — Борец неприметный (ненайденный) (3)
- Aconitum paskoi — Борец Паско (3)
- Actaea spicata — Воронец колосовидный (3)
- Adonis vernalis — Горицвет весенний (3)
- Adonis villosa — Адонис пушистый (Стародубка, Горицвет) (3)
- Allium altaicum — Лук алтайский (мелколуковичный, дикий батун) (3)
- Allium eduardii — Лук Эдуарда (3)
- Allium pumilum — Лук низкий (3)
- Allium tulipifolium — Лук тюльпанолистный (3)
- Allium tytthocephalum — Лук мелкоголовый (2)
- Allium ubsicolum — Лук убсунурский (3)
- Aphragmus involucratus — Одногнездка обернутая (3)
- Arnica iljinii — Арника Ильина (2)
- Asarum europaeum — Копытень европейский (3)
- Astragalus aksaicus — Астрагал аксайский (2)
- Astragalus argutensis — Астрагал аргутский (3)
- Astragalus brachybotrys — Астрагал коротколопастной (3)
- Astragalus leptostachys — Астрагал длиннокрылый (3)
- Astragalus luxurians — Астрагал роскошный (1)
- Astragalus macroceras — Астрагал крупнорогий (3)
- Astragalus politovii — Астрагал Политова (3)
- Astragalus pseudoaustralis — Астрагал ложноюжный (3)
- Astragalus puberulus — Астрагал пушистый (3)
- Astragalus rytidocarpus — Астрагал морщинистоплодный (3)
- Astragalus tephrolobus — Астрагал круглоплодный (2)
- Astragalus tschuensis — Астрагал чуйский (3)
- Brachanthemum baranovii — Брахантемум Баранова (2)
- Brachanthemum krylovianum — Брахантемум Крылова (2)
- Brachypodium sylvaticum — Коротконожка лесная (3)
- Bupleurum martjanovii — Володушка Мартьянова (3)
- Campanula trachelium — Колокольчик крапиволистный (3)
- Caragana jubata — Карагана гривастая (3)
- Chenopodium frutescens — Марь кустарниковая (2)
- Chrysosplenium filipes — Селезеночник нитевидный (2)
- Corispermum altaicum — Верблюдка алтайская (1)
- Corispermum mongolicum — Верблюдка монгольская (3)
- Craniospermum subfloccosum — Черепосемянник хлопьевидно-шерстистый (3)
- Cypripedium calceolus — Башмачок настоящий, Венерин башмачок (2)
- Cypripedium guttatum — Башмачок капельный, или крапчатый (2)
- Cypripedium macranthon — Венерин башмачок крупноцветковый (2)
- Dactylorhiza baltica — Пальцекорник балтийский (3)
- Dactylorhiza fuchsia — Пальцекорник Фукса (3)
- Daphne altaica — Волчник алтайский (2)
- Daphne mezereum — Волчник обыкновенный, волчье лыко, Волчеягодник обыкновенный (3)
- Delphinium ukokense — Живокость укокская (3)
- Dendranthema sinuatum — Дендрантема выемчатолистная (2)
- Dentaria sibirica — Зубянка сибирская (2)
- Epipactis helleborine — Дремлик широколистный, Дремлик лесной (2)
- Epipactis palustris — Дремлик болотный (2)
- Epipogium aphyllum — Надбородник безлистный (3)
- Erytronium sibiricum — Кандык сибирский (3)
- Euphorbia macrorhiza — Молочай длиннокорневой (3)
- Euphorbia rupestris — Молочай скальный (2)
- Festuca altissima — Овсяница высокая (3)
- Fritillaria meleagris — Рябчик шахматный (2)
- Fritillaria verticillata — Рябчик мутовчатый (3)
- Gagea altaica — Гусиный лук алтайский (3)
- Gagea granulosa — Гусиный лук зернистый (Гусятник) (3)
- Galium paradoxum — Подмаренник удивительный (3)
- Galium triflorum — Подмаренник трехцветковый (3)
- Geranium robertianum — Герань Роберта (3)
- Glycyrrhiza uralensis — Солодка уральская (2)
- Gueldenstaedtia monophylla — Гюльденштедтия однолистная (2)
- Gymnospermum altaicum — Голосемянник алтайский (3)
- Hedysarum theinum — Копеечник чайный (красный корень) (2)
- Hydrilla verticillata — Гидрилла мутовчатая (2)
- Iris tigridia — Касатик тигровый (2)
- Linum violascens — Лен фиолетовый (2)
- Menispermum dauricum — Луносемянник даурский (1)
- Mertensia pallasii — Мертензия Палласа (2)
- Mesostemma martjanovii — Мезостемма Мартьянова (3)
- Neottianthe cucullata — Неоттианте клобучковая, Гнездоцветка клобучковая (3)
- Orchis militaris — Ятрышник шлемоносный (3)
- Osmorhiza aristata — Осмориза остистая (3)
- Oxytropis acanthacea — Остролодочник колючий (3)
- Oxytropis alpestris — Остролодочник приальпийский (3)
- Oxytropis ampullata — Остролодочник пузырчатый (3)
- Oxytropis confusa — Остролодочник смешиваемый (3)
- Oxytropis kaspensis — Остролодочник каспийский (3)
- Oxytropis ladyginii — Остролодочник Ладыгина (3)
- Oxytropis martjanovii — Остролодочник Мартьянова (3)
- Oxytropis nivea — Остролодочник белоснежный (3)
- Oxytropis saposchnikovii — Остролодочник Сапожникова (3)
- Oxytropis stenophylla — Остролодочник остролистный (2)
- Oxytropis trichophysa — Остролодочник пушистопузырчатый (3)
- Paeonia hybrida — Пион степной или гибридный (3)
- Pedicularis longiflora — Мытник длинноцветковый (2)
- Platanthera bifolia — Любка двулистная (3)
- Potentilla kryloviana — Лапчатка Крылова (3)
- Rheum altaicum — Ревень алтайский (3)
- Rhinanctinidia eremophila — Крыловия пустынностепная (3)
- Rhodiola algida — Родиола холодная (3)
- Rhodiola coccinea — Родиола ярко-красная (2)
- Rhodiola krylovii — Родиола почтиперистая (2)
- Rhodiola quadrifida — Родиола четырехчленная (2)
- Rhodiola rosea — Родиола розовая (2)
- Sanguisorba azovtsevii — Кровохлебка Азовцева (3)
- Sanicula giraldii — Подлесник Жиральда (2)
- Saussurea glacialis — Соссюрея ледниковая (Горькуша) (3)
- Saussurea jadrinzevii — Соссюрея Ядринцева (1)
- Saussurea orgaadayi — Соссюрея оргаадай (Горькуша) (2)
- Saussurea serratuloides — Соссюрея серпуховидная (3)
- Sibiraea altaiensis — Сибирка алтайская (2)
- Stelleropsis altaica — Стеллеропсис алтайский (3)
- Stemmacantha carthamoides — Маралий корень сафлоровидный (3)
- Stipa consanguinea — Ковыль родственный (3)
- Stipa pennata — Ковыль перистый (3)
- Subularia aquatica — Шильник водный (2)
- Thesium rupestre — Ленец каменистый (2)
- Trapa natans — Водяной орех плавающий, Рогульник плавающий (1)
- Tulipa uniflora — Тюльпан одноцветковый (2)
- Tulotis fuscescens — Тулотис буреющий (2)
- Viola incisa — Фиалка надрезанная (2)
- Zygophyllum pinnatum — Парнолистник перистый (крупнокрылый) (2)

- Asplenium nesii — Костенец Несси [syn.  Asplenium exiguum — Костенец скудный] (1)
- Asplenium pekinense — Костенец пекинский [syn.  Asplenium altajense — Костенец алтайский] (1)
- Asplenium trichomanes — Костенец волосовидный (2)
- Botrychium multifidum — Гроздовник многораздельный (3)
- Botrychium virginianum — Гроздовник виргинский (3)
- Dryopteris cristata — Щитовник гребенчатый (1)
- Lepisorus albertii — Лепизорус линейный, или Лепизорус Альберта [syn.  Lepisorus clathratus — Лепизорус решетчатый] (1)
- Ophioglossum vulgatum — Ужовник обыкновенный (3)

- Isoetes lacustris — Полушник озерный (2)

- Bryoria fremontii — Бриория Фремонта (3)
- Cetraria steppae — Цетрария степная (2)
- Coccocarpia erythroxyli — Коккокарпия краснодревесная (3)
- Coccocarpia palmicola — Коккокарпия пальмовая (3)
- Collema subnigrescens — Коллема почти-чёрная (3)
- Leptogium azureum — Лептогиум лазоревый (3)
- Leptogium burnetiae — Лептогиум Бурнета (3)
- Leptogium menziesii — Лептогиум Мензеса (3)
- Lichenomphalina hudsoniana — Лихеномфалина гудзонская (3)
- Lobaria isidiosa — Лобария изидиозная (3)
- Lobaria meridionalis — Лобария южная (3)
- Lobaria pulmonaria — Лобария легочная (2)
- Lobaria retigera — Лобария сетчатая (3)
- Melanelia fuliginosa — Меланелия буро-чёрная (3)
- Menegazzia terebrata — Менегацция пробуравленная (3)
- Nephromopsis komarovii — Нефромопсис Комарова (3)
- Pannaria rubiginosa — Паннария ржаво-красная (3)
- Parmelina quercina — Пармелина дубовая (3)
- Parmelina tiliacea — Пармелина липовая (3)
- Pyxine sorediata — Пиксине соредиозная (3)
- Ramalina asahinana — Рамалина Асахины (3)
- Ramalina sinensis — Рамалина китайская (3)
- Stereocaulon dactylophyllum — Стереокаулон пальчатолистный (3)
- Sticta fuliginosa — Стикта тёмно-бурая (3)
- Sticta limbata — Стикта окаймленная (3)
- Sticta nylanderiana — Стикта Нюландера (3)
- Sticta sylvatica — Стикта лесная (3)
- Tuckneraria laureri — Тукнерария Лаурера (2)

Информация о лихенофлоре Республики Алтай.
- Amanita echinocephala — Мухомор щетинистый (3)
- Auricularia auricula-judae — Аурикулярия уховидная (3)
- Clavariadelphus pistillaris — Рогатик пестиковый (3)
- Cordyceps militaris — Кордицепс военный (3)
- Cortinarius violaceus — Паутинник фиолетовый (3)
- Cystoderma rugosoreticulatum — Цистодерма морщинистосетчатая (3)
- Floccularia luteovirens — Флоккулярия желтоватая (3)
- Ganoderma lucidum — Ганодерма блестящая, или Трутовик лакированный (3)
- Gomphidius sibiricus — Мокруха сибирская (3)
- Grifola frondosa — Грифола курчавая, или Гриб-баран (3)
- Hericium coralloides — Ежовик коралловый , или Гериций коралловидный (3)
- Lactarius lignyotus — Млечник древесинный (3)
- Langermannia gigantea — Лангерманния гигантская, или Дождевик гигантский (3)
- Leccinum percandidum — Осиновик белый (3)
- Lentinus suavissimus — Лентинус ароматнейший, или Пилолистник ароматнейший (3)
- Lepiota lignicola — Лепиота древесинная (3)
- Macrolepiota puellaris — Гриб-зонтик девичий (3)
- Mutinus caninus — Мутинус собачий (3)
- Omphalina discorosea — Омфалина розовая (3)
- Polyporus umbellatus — Полипорус зонтичный, или Трутовик разветвленный (3)